# Société des Océanistes
La société des Océanistes è l'unica società di ricerca scientifica che si occupa dell'Oceania in lingua francese. Si tratta di un'associazione creata nel 1936, poi spostata nel 1945 al musée de l’Homme di Parigi che si poi trasferita nel 2006 nel musée du quai Branly – Jacques Chirac. 
Riunisce ogni persona che si interessa alle società e alle culture dell'Australia, della Melanesia, della Micronesia e del Triangolo polinesiano.
Pubblica il Journal de la Société des Océanistes.